# Municipio de Lake Mary
El municipio de Lake Mary (en inglés: Lake Mary Township) es un municipio ubicado en el condado de Douglas en el estado estadounidense de Minnesota. En el año 2010 tenía una población de 1098 habitantes y una densidad poblacional de 12,49 personas por km².

## Geografía
El municipio de Lake Mary se encuentra ubicado en las coordenadas 45°47′30″N 95°27′35″O / 45.79167, -95.45972. Según la Oficina del Censo de los Estados Unidos, el municipio tiene una superficie total de 87.89 km², de la cual 73,62 km² corresponden a tierra firme y (16,24 %) 14,28 km² es agua.

## Demografía
Según el censo de 2010, había 1098 personas residiendo en el municipio de Lake Mary. La densidad de población era de 12,49 hab./km². De los 1098 habitantes, el municipio de Lake Mary estaba compuesto por el 98,63 % blancos, el 0,09 % eran afroamericanos, el 0,27 % eran amerindios, el 0,27 % eran asiáticos y el 0,73 % eran de una mezcla de razas. Del total de la población el 0,27 % eran hispanos o latinos de cualquier raza.